# Carlos Eduardo Stuart, Conde Roehenstart
Carlos Eduardo Augusto Maximiliano Stuart, Conde de Roehenstart, Barão de Korff, (em inglês: Charles Edward Augustus Maximilian Stuart; Paris, c. maio de 1784 - Dunkeld, 28 de outubro de 1854) foi o filho natural do príncipe Ferdinand de Rohan (1738-1813), arcebispo católico romano de Cambrai, com Carlota Stuart, Duquesa de Albany, ela mesma a filha natural, mas legitimada, de Carlos Eduardo Stuart, "O jovem pretendente" ou "Bonnie Prince Charlie". Roehenstart foi mais tarde um pretendente jacobita passivo ao trono britânico.
O nome de "Roehenstart", dado a ele na infância, combinou os nomes de seus pais, Rohan e Stuart, ao mesmo tempo em que não proclamava sua identidade, o que na época teria sido motivo de escândalo.
Embora tenha se aposentado do serviço militar como tenente-coronel, ele às vezes é chamado de "general" Carlos Eduardo Stuart, e esse título aparece em sua lápide em Dunkeld.